# 文进勇
文进勇（發音：[van tǐən zǔŋmˀ]；1917年5月2日—2002年3月17日），越南國家和军队领导人。越南人民军大将，曾任越南国防部长、越南人民军总参谋长、越共中央政治局委员、中央军委书记等职。
文进勇在越南战争期间指挥了1971年九号公路战役（美方称“藍山719行動”）、1972年广治战役（美方称“复活节攻势”）、1975年西原战役，1975年4月30日率军攻陷西貢使越南战争结束。1980年接替武元甲担任越南国防部长，其任内中越边界军事冲突一直在持续。著有《春季大捷》一书。

## 生平
文进勇1917年生于河内一农民家庭，1937年加入印度支那共产党，1939年和1944年因为组织罢工被法国殖民当局两次逮捕，但两次都越狱成功。1949年接受过中国军事顾问团短暂的军事训练。1945年八月革命，文进勇指挥部队在和平省、宁平省和清化省发动革命夺取政权。1953年10月，文进勇成为越南人民军总参谋长。此后，文进勇一直是北越军中仅次于武元甲的二号人物。
在1972年复活节攻势期间，文进勇负责指挥广治-承天-顺化主战线；由于复活节攻势失败，北越人民军总司令武元甲遭解职，遂由文进勇接替其职务。文进勇策划指挥了1975年春季攻势，一举击溃南越军队，在1975年4月30日率军攻陷西貢，为越南战争画下句号。他还在同年指挥柬越战争，推翻柬埔寨红色高棉政权；同时经历了1979年同中华人民共和国的边界军事冲突。1980年，文进勇接替武元甲担任越南国防部长。
文进勇在1986年12月越共六大后退休。2002年3月17日逝于河内，享壽85岁。

### 书目
- Van Tien Dung, Our Great Spring Victory: An Account of the Liberation of South Vietnam. Trans. by John Spragens, Jr. New York: Monthly Review Press, 1977.
- Tobin, Thomas G., Arthur E. Laehr, and John F. Hilgenberg, Last Flight from Saigon. Maxwell Air Force Base AL: Air University Press, 1979.
- Nguyen Duy Hinh, Major General, Vietnamization and the Cease-Fire. Washington, D.C.: United States Army Center of Military History, 1980.
- Van, Canh Nguyen; Cooper, Earle. . Hoover Press. 1983. ISBN 9780817978518.
- Cao Văn Viên, General, The Final Collapse. Washington, D.C.: United States Army Center of Military History, 1983.
- Military History Institute of Vietnam. . trans. Pribbenow, Merle. Lawrence KS: University of Kansas Press. 2002. ISBN 978-0700611751.
- Thayer, Carlyle. . Contemporary Southeast Asia (Institute of Southeast Asian Studies). June 1987, 9 (1): 12–22. JSTOR 25797929. doi:10.1355/cs9-1b.